# Schönaich
Schönaich là một thị xã thuộc huyện Böblingen, bang Baden-Württemberg, Đức. Nơi đây nằm cách Böblingen 5 km về phía đông nam và cách Stuttgart 16 km về phía tây nam.